# Valantia hispida
Valantia hispida es una pequeña planta de la familia de las rubiáceas. Es originaria de la cuenca del Mediterráneo.

## Descripción
Es una planta herbácea con tallos que alcanzan un tamaño de hasta 25 cm de altura, erectos, ascendentes o decumbentes, generalmente muy ramificados, glabros en la parte inferior y más o menos densamente híspidos en la inflorescencia. Las hojas de 1-13 x 0,8-6 mm, en verticilos de 4 piezas, elípticas, lanceoladas u obovadas, glabras o con margen escábrido. Brácteas semejantes a las hojas, con margen escábrido, a veces laxamente adpreso-pubescentes por el haz. Corola de 0,3-0,6 mm, violácea. Anteras de c 0,05-0,1 mm. Estructura fructífera de 2-5 mm, con 2-3 cuernos, dorso no prolongado en cuerno y con abundantes aguijones claramente aplastados. Frutos generalmente con 2 mericarpos de 1,1-1,3 mm, reniformes o hemisféricos, papilosos, con fascículos de ráfides plateados en la región del hilo. Florece de marzo a mayo.

## Taxonomía
Valantia hispida fue descrita por Carlos Linneo y publicado en Syst. Nat. ed. 10 2: 1307, en el año 1759.
Etimología
Valantia, fue dedicada por el botánico prelinneano Joseph Pitton de Tournefort a su profesor en el Jardín del Rey de París, Sébastien Vaillant.
Citología
Número de cromosomas de Valantia hispida (Fam. Rubiaceae) y táxones infraespecíficos: 2n=18
Variedades aceptadas
- Valantia hispida var. eburnea (Brullo) Hand
- Valantia hispida var. hispida

Sinonimia
- Galium hispidum (L.) Gaertn.[5]

var. eburnea (Brullo) Hand
- Valantia eburnea Brullo[6]

var. hispida
- Galium blepharophoron Roem. & Schult.
- Valantia filiformis Lojac.
- Valantia incrassata Pomel[7]